# Ангус Дітон
Ангус Дітон (англ. Angus Deaton, нар. 19 жовтня 1945, Единбург, Велика Британія) — британський економіст, лауреат Нобелівської премії з економіки 2015 року за мікроекономічні «дослідження споживання, бідності та добробуту».

## Біографія
Отримав ступінь бакалавра (1967) і магістра мистецтв (1971), а також доктора філософії (1974).
У 1967—1968 рр. працював в Банку Англії.
У 1976—1983 рр. професор економетрики Бристольського університету.
У 1979—1980 рр. — Запрошений професор, з 1983 року професор Принстонського університету.
Член Економетричного суспільства. У 1978 першим отримав  Медаль Фріша  Економетричного суспільства.
У 2009 році президент Американської економічної асоціації, віце-президент в 2004—2005 роках, член виконкому (1997—2000).
Член Американського філософського товариства (2014).
Член Американської академії мистецтв і наук (1992), членкор Британської академії (2001), членкор Королівського товариства Единбурга (2010)
Почесний доктор економіки Кіпрського університету (2012), почесний доктор Единбурзького університету (2011), Сент-Ендрюського університету (2008), Університетського коледжу Лондона (2007).

## Основні праці
- Angus Deaton. The Great Escape: Health, Wealth, and the Origins of Inequality. — Princeton: Princeton University Press, 2013. — 360 p. ISBN 9780691153544

- Angus Deaton (у співавторстві з Shahid Yusuf). Development economics through the decades: a critical look at 30 years of the world development — Washington, D.C. : World Bank, 2009. ISBN 0821372556

- Angus Deaton. Health, inequality and economic development. — Cambridge Mass.: NBER Editions, 2001. — 71 p.

- Angus Deaton. The Analysis of Household Surveys: A Microeconometric Approach to Development Policy. — Baltimore: Johns Hopkins University Press for the World Bank, 1997. — 497 p. ISBN 0801852544

- Angus Deaton. Understanding Consumption (Clarendon Lectures in Economics). — Oxford: Clarendon Press, 1992. — 258 p. ISBN 0198288247

- Angus Deaton. Quality, quantity, and spatial variation of price: estimating price elasticities from croos-sect. data. — Washington: World Bank, 1988. — 72 p. ISBN 0821310550

- Angus Deaton (у співавторстві з John Muellbauer). Economics and Consumer Behavior . — Cambridge: Cambridge University Press, 1980. — 450 p. ISBN 9780521296762

## Послання
- Роман Корнилюк. Нобелівська історія-2015: дослідник добробуту Енгус Дітон [Архівовано 15 жовтня 2015 у Wayback Machine.]. — Forbes.ua. (укр.) 13.10.2015.